# Saxifraga carinata
Saxifraga carinata är en stenbräckeväxtart som beskrevs av Oettingen. Saxifraga carinata ingår i Bräckesläktet som ingår i familjen stenbräckeväxter. Inga underarter finns listade i Catalogue of Life.